# Bernardino Nogara
Bernardino Nogara né le 17 juin 1870 et décédé le 15 novembre 1958 à Milan, fut un gestionnaire de fortune du Vatican. Il est le frère de l'archevêque Giuseppe Nogara.

## Biographie
Né juif, il se convertit au catholicisme. Il fut responsable de l'Amministrazione Speciale della Santa Sede (ASSS), après les accords de Latran, qui devint en 1967 l'Administration du patrimoine du siège apostolique. Son mandat dura de 1929 à 1954. Recruté par Pie XI, sur recommandation de son frère Giuseppe Nogara, il accepte le poste aux conditions de pouvoir procéder à des investissements complètement détaché de toute considération religieuse ou doctrinale et qu'il soit libre d'investir les fonds du Vatican n'importe où dans le monde.